# Celler Cal Pla
Celler Cal Pla és un celler familiar de Porrera fundat el 1814 per Mateu Ardèvol i actualment regentat per Cristina Grau i Joan Sangenís i Juncosa, dins la Denominació d'Origen Qualificada Priorat. Formen part d'un grup de viticultors del Priorat que van mantenir la tradició en temps difícils del segle xx que van contribuir des dels anys seixanta a la recuperació i una reeixida modernització del sector a la comarca.
Les antecessors de la família van adquirir la casa actual «El Pla» quan a la darreria del segle xvii les van expropiar unes terres per construir la nova església, un projecte que en el seu temps va dividir el poble en dos camps. D'aleshores ençà set generacions han conreat les vignes.
Durant la guerra civil Jaume Montlleó Montlleó i Jaume Montlleó Pellicer van morir i la propietat va passar al cosí Joan Anguera. El 2017 van construir un nou celler a costat del Mas d'En Compte mig esfondrat, del qual també van començar a restaurar les ruïnes.
La tradició remunta fins a l'any 1814, set generacions hi han conreat les vinyes. A Cal Pla tenen un celler bicentenari, amb grans voltes i pintures a les parets i unes vinyes de fins a cent anys.
L'any 2009 exportà el 30% de la producció.